# Куликовський Петро Григорович
Петро Григорович Куликовський (нар. 13 червня 1910 — пом. 4 листопада 2003) — радянський астроном.

## Життєпис
Народився в Києві. Батько Григорій Григорович — військовий лікар, із старовинного польського шляхетського роду, один засновників космічної медицини. Мати — Жанна Миколаївна, француженка, медсестра в першу світову війну, художниця. Петро Григорович закінчив московське музичне училище ім. М. М. Іпполітова-Іванова по класу фортепіано і все своє довге життя не залишав занять музикою. У 1938 закінчив Московський університет, механіко-математичний факультет. З того ж року працює в Державному астрономічному інституті ім. П. К. Штернберга. З 1940 також викладає в Московському університеті (у 1977—1978 завідував кафедрою зоряної астрономії і астрометрії).
Основні наукові роботи відносяться до зоряної астрономії та історії астрономії. Один з піонерів застосування в СРСР фотоелектричних методів в астрономії. Одним з перших зайнявся дослідженням статистики наднових зірок і дав їхню класифікацію. У 1940 досліджував K-ефект в Галактиці, зокрема, підтвердив існування потоку Скорпіона — Центавра по B-зіркам. У 1950—1951 разом з Б. В. Кукаркіним виявив і вивчив зв'язок морфологічних характеристик цефеїд та інших змінних зірок з їхнім розподілом у зоряних системах.
З ім'ям Куликовського пов'язане становлення в СРСР систематичних досліджень з історії астрономії. Він був ініціатором створення Комісії з історії астрономії Астрономічного ради АН СРСР і протягом багатьох років її беззмінним керівником. Заснував збірник «Історико-астрономічні дослідження» і був головним редактором 11 випусків збірника в 1955—1972 (видання продовжується і в наш час). За ініціативою Куликовського і під його науковою редакцією в СРСР видаються найповніші у світі бібліографічні довідники з історії астрономії (укладач Н. Б. Лаврова). Веде велику педагогічну роботу в Московському університеті. Автор підручника «Зоряна астрономія» (1978), співавтор посібника «Практичні роботи з зоряної астрономії» (1971), автор книг «Ломоносов — астроном і геофізик» (2-е вид. 1961), «Павло Карлович Штернберг» (2-е вид. 1965), «Довідник любителя астрономії» (4-е вид. 1971) та інших.
Президент Комісії № 41 «Історія астрономії» Міжнародного астрономічного союзу (1958—1964).
На честь науковця названо астероїд 2497 Куликовський.